# بيليو (إزار)
بيليو هي بلدية في إزار في جنوب شرق فرنسا.